# Calle Ridderwall
Carl „Calle“ Ridderwall (* 28. května 1988 ve Stockholmu) je bývalý švédský hokejový útočník.

## Hráčská kariéra

### Mládež
Calle Ridderwall se narodil v hlavním městě Švédska Stockholm, ale s hokejem začínal v mládežnickém celku Hammarby IF. V sezóně 2004/05 se jeho tým dostal mezi elitu mladežnické kategorii do 18 let, kterou si zahrál. Taktéž v ročníku stihl odehrát tři zápasy v nejvyšší juniorské soutěži SuperElit. V populárním domácím mládežnickém turnaji TV-Pucken se účastnil celkem dvakrát, hrával za rezervní tým Stockholm. V roce 2005 odešel do Spojených států, jeden rok hrával za Chicago Chill v Midland Hockey League (MAHL). Skvělé bodové statistiky, které nasbíral v Chicago Cill, byl v létě 2006 vybrán v juniorském draftu USHL ve druhém kole z devatenáctého místa týmem Tri-City Storm. K týmu Tri-City Storm se připojil a opět se ukázal v produktivitě, měl průměr bod za zápas. Dokonce si zahrál v All-Star Game a byl zvolen do All-Rookie Týmu. V roce 2007 odešel z týmu aby mohl studovat v University of Notre Dame, kde reprezentoval školu v soutěži NCAA. V University of Notre Dame působil v letech 2007–2011.

### Profesionál
Ze žádných klubů z NHL nebyl vybrán ze vstupního draftu NHL, přesto po dokončení studií v Notre Dame podepsal profesionální smlouvu s Bostonem Bruins. Do hlavní sestavy se však nevešel, proto byl poslán na jejich farmu v Providence Bruins, kde strávil celou část sezony 2011/12. V létě 2012 se rozhodl k návratu do Evropy, dohodl se na kontraktu s německým klubem Düsseldorfer EG, který působí v domácí nejvyšší soutěži. Ridderwallovi se bodově dařilo, ale klub Düsseldorfer se potácel na spodní části tabulky. S týmem se mu nepodařilo potoupit do playoff jelikož skončil na posledním místě, zajímavosti však je že Ridderwall vyhrál produktivitu celé soutěže. V posledním zápase byl v produktivitě na druhém místě, před ním byl kanadský útočník Yanick Lehoux o jeden bod. V posledním kole sice jeho klub prohrál 3:2, ale v zápase dvakrát přihrál na branku a nakonec přeskočil Yanicka Lehouxe v bodování.
Po vydařené sezoně se dohodl s českým klubem HC Lev Praha, který působil v soutěži KHL. První zápas za Lev Praha odehrál 8. září 2013 proti HC Donbass Doněck, ve kterém dokonce vstřelil branku. Oproti loňské sezony postrádal bodovou produktivitu, za padesát zápasů získal pouhých šestnáct bodů, v playoff přidal ještě dvě asistence za osmnáct zápasů. 27. května 2014 prodloužil s vedením klubu smlouvu o následující dva roky. V červenci klub oznámil že nebude již působit v KHL a rovněž zanikl. Tím si musel jak on tak ostatní hráči hledat nové angažmá.
Po angažmá v KHL se vrátil do své rodné vlasti, podepsal smlouvu s klubem HV71. V HV71 se mu poměrně dařilo, během reprezentační přestávky byl nominován na turnaj Euro Hockey Tour, jeho první zápasy za Švédskou hokejovou reprezentaci. V týmu HV71 se stal nejlepším střelcem a na druhém místě skončil v produktivitě. Po skončené sezoně se rozhodl pro návrat do soutěže KHL, dohodl se s klubem HK Sibir Novosibirsk, ve kterém vydržel jeden rok. Druhý návrat do vlasti byl tentokrát do Djurgårdens IF Hockey, ve kterém byl zvolen kapitánem mužstva. Tým vedl jako kapitán dva roky. Úspěšnou sezonu prožil s týmem 2017/18, v tabulce týmů se umístili na druhém místě a v playoff postoupili do semifinále, ve kterém nestačili na Skellefteå AIK. Po sezoně klub opustil. 2. května 2018 se upsal na tři roky německému týmu Düsseldorfer EG působící v domácí nejvyšší soutěži. Za Düsseldorfer EG již působil v ročníku 2012/13. V německém klubu působil jako alternativní hráč. Ze tři leté smlouvy odehrál Ridderwall pouze jeden rok v Düsseldorferu, 5. dubna 2019 oznámil konec kariéry.

## Ocenění a úspěchy
- 2007 USHL - All-Rookie Tým
- 2007 USHL - All-Star Game
- 2013 DEL - Nejproduktivnější hráč

## Prvenství
- Debut v KHL - 8. září 2013 (HK Donbass proti HC Lev Praha)
- První gól v KHL - 8. září 2013 (HK Donbass proti HC Lev Praha, slovenskému brankáři Jánu Lacovi)
- První asistence v KHL - 10. září 2013 (KHL Medveščak proti HC Lev Praha)

## Klubová statistika
| Sezóna       | Klub                     | Soutěž       |     | Základní část | Základní část | Základní část | Základní část | Základní část |   | Play off | Play off | Play off | Play off | Play off |
| Sezóna       | Klub                     | Soutěž       | Z   | G             | A             | B             | TM            | Z             | G | A        | B        | TM       |          |          |
| 2004/05      | Hammarby IF-18           | Elit-18      | 37  | 34            | 24            | 58            | ?             | –             | – | –        | –        | –        |          |          |
| 2004/05      | Hammarby IF-20           | SuperElit    | 3   | 0             | 0             | 0             | 0             | –             | – | –        | –        | –        |          |          |
| 2005/06      | Chicago Chill            | MAHL         | 76  | 52            | 66            | 118           | 65            | –             | – | –        | –        | –        |          |          |
| 2006/07      | Tri-City Storm           | USHL         | 60  | 27            | 35            | 62            | 36            | 9             | 3 | 5        | 8        | 4        |          |          |
| 2007/08      | University of Notre Dame | NCAA         | 39  | 5             | 2             | 7             | 20            | –             | – | –        | –        | –        |          |          |
| 2008/09      | University of Notre Dame | NCAA         | 40  | 17            | 15            | 32            | 20            | –             | – | –        | –        | –        |          |          |
| 2009/10      | University of Notre Dame | NCAA         | 38  | 19            | 8             | 27            | 51            | –             | – | –        | –        | –        |          |          |
| 2010/11      | University of Notre Dame | NCAA         | 39  | 16            | 9             | 25            | 27            | –             | – | –        | –        | –        |          |          |
| 2011/12      | Providence Bruins        | AHL          | 68  | 8             | 20            | 28            | 15            | –             | – | –        | –        | –        |          |          |
| 2012/13      | Düsseldorfer EG          | DEL          | 51  | 22            | 36            | 58            | 105           | –             | – | –        | –        | –        |          |          |
| 2013/14      | HC Lev Praha             | KHL          | 50  | 7             | 9             | 16            | 8             | 18            | 0 | 2        | 2        | 4        |          |          |
| 2014/15      | HV71                     | SHL          | 54  | 17            | 13            | 30            | 22            | 6             | 0 | 1        | 1        | 10       |          |          |
| 2015/16      | HK Sibir Novosibirsk     | KHL          | 57  | 7             | 20            | 27            | 12            | 10            | 2 | 1        | 3        | 2        |          |          |
| 2016/17      | Djurgårdens IF Hockey    | SHL          | 52  | 7             | 10            | 17            | 14            | 3             | 0 | 1        | 1        | 0        |          |          |
| 2017/18      | Djurgårdens IF Hockey    | SHL          | 52  | 10            | 10            | 20            | 12            | 11            | 1 | 3        | 4        | 0        |          |          |
| 2018/19      | Düsseldorfer EG          | DEL          | 52  | 6             | 22            | 28            | 30            | 7             | 0 | 1        | 1        | 0        |          |          |
| Celkem v KHL | Celkem v KHL             | Celkem v KHL | 107 | 14            | 29            | 43            | 20            | 28            | 2 | 3        | 5        | 6        |          |          |

## Reprezentace
| Rok     | Tým     | Soutěž | Z | G | A | B | TM |
| ------- | ------- | ------ | - | - | - | - | -- |
| 2014-15 | Švédsko | EHT    | 8 | 0 | 1 | 1 | 0  |
| Celkem  | Celkem  | Celkem | 8 | 0 | 1 | 1 | 0  |